# Фишер, Отто (КПГ)
Отто Фишер (нем. Otto Fischer; 5 февраля 1901, Фридрихсфельд — 11 февраля 1974) — немецкий коммунист, технический секретарь группы Ульбрихта.

## Биография
Окончил народную школу, в 1920 году вступил в организацию социалистической молодёжи, в 1926 — в КПГ. В 1931 году эмигрировал в СССР, вступил в ряды КПСС. Работал в машинописном отделе Исполкома Коминтерна стенографом. В 1936 году получил советское гражданство. После эвакуации Коминтерна в октябре 1941 года работал в колхозе «Большевик» под Уфой, затем штамповщиком в аккумуляторной артели в Уфе. В 1942 году был призван в рабочую армию, работал на угледобывающем предприятии в Сталиногорске. В 1943 году был принят на работу в Исполком Коминтерна в Уфе. В октябре 1943 — апреле 1945 года работал в так называемом Институте № 99, Национальном комитете «Свободная Германия» в Москве, руководил машинописным бюро НКВД.
30 апреля 1945 года Фишер вернулся в Германию в составе первой группы Ульбрихта. С мая 1945 года работал главным делопроизводителем отдела кадров Берлинского радио. После 1952 года работал в Государственном радиокомитете ГДР.